# Чокурдах
Чокурдах је мање насеље у североисточној Русији и представља административни центар Аллаиховског рејона у Јакутији.
Смештено је у непосредној близини ушћа реке Индигирка, која се улива у Источносибирско море. У насељу се налази лука и аеродром. Лука Чокурдах је једна од северних лука у Русији, а навигација траје мање од три месеца.
Број становника по попису из 2010. био је 2.105 људи.